# سی‌ئی‌جی‌بی
سی‌ئی‌جی‌بی (انگلیسی: Central Electricity Generating Board) شرکت برق بریتانیایی است، که در سال ۱۹۵۸ تأسیس شد.